# Fort cytadelowy 2 „Kościuszko”
Fort cytadelowy 2 „Kościuszko” – fort cytadelowy, który powstał w latach 1850–1856 w Krakowie wokół Kopca Kościuszki, wpisany do rejestru zabytków nieruchomych województwa małopolskiego.
Projektantami Fortu 2 „Kościuszko” są: Franz Pidoll von Quintenbock, Feliks Księżarski oraz Bernard von Caboga.
Należał do I obszaru warownego Twierdzy Kraków, bronił dostępu od zachodu do jej rdzenia. Przystosowany był do samodzielnej obrony. Jest to największa fortyfikacja Twierdzy Kraków, fort był przeznaczony dla 732 żołnierzy, wyposażono go w 60 armat oraz haubic, a także 6 moździerzy.
Obecnie fort mieści Muzeum Kościuszkowskie, siedzibę zarządu radia RMF FM, hotel oraz kawiarnie.

## Zespół dzieł obronnych
- Brama Bielańska
- Fort piechoty N-1
- Brama „Kościuszko”
- Szaniec piechoty IS-2½
- Zespół szańca 3
- Dwie bramy forteczne 3a i 3b wraz z ostrogami
- Brama „Wola Justowska”
- Diabelski Most

## Linki zewnętrzne

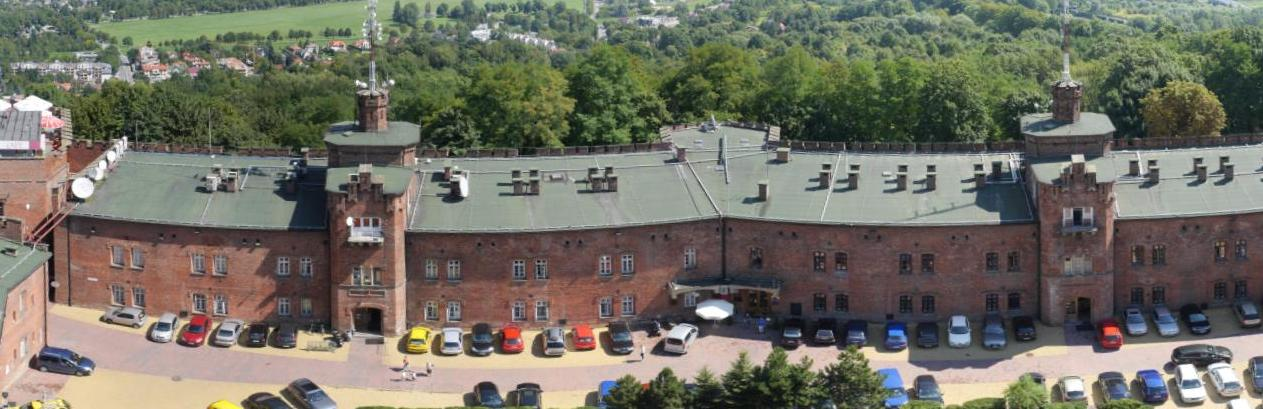
Panorama Fortu „Kościuszko”